# Sar (Cameroun)
Sar est un village du Cameroun situé dans la région de l'Est et le département de la Kadey. Il se trouve plus précisément dans la commune de Ndelele et le quartier de Ndelele-ville.

## Population
En 2005, le village de Sar comptait 2 288 habitants dont : 1 144 hommes et 1 144 femmes.